# Vozi me vlak v daljave
»Vozi me vlak v daljave« je skladba Beti Jurković (I.) in Marjane Deržaj (II.) iz leta 1958. Glasbo je napisal Jože Privšek, besedilo pa Aleksander Skale.

## Opatijski festival '58
Na Opatijskem festivalu 1958 sta jo v alternaciji odpeli Beti Jurković (I. izvedba, na albumu Festival zabavni melodija – Opatija 58) in Marjana Deržaj (II. izvedba). Obe priredbi je naredil Ferdo Pomykalo.

## Zasedba

### Produkcija
- Jože Privšek – glasba
- Aleksander Skale – besedilo
- Ferdo Pomykalo – aranžma

### Studijska izvedba
- Beti Jurković – citre
- Marjana Deržaj – dirigent

## Priredbe
- 1984 – Videosex (na albumu Svet je zopet mlad (1987))
- 2010 – Tatjana Mihelj
- 2014 – Skupina Objem